# 박예찬 (작곡가)
박예찬은 대한민국의 작곡가, 가수다. 2019년 싱글 《Come to Me》로 정식 데뷔했다. 

## 방송
- 창작의 신 : 국민 작곡가의 탄생 (2018) - Top60

## 음반
- Come to Me (2019)
- Remember you (2020)

## 작곡
- Various Artists - I Am the Law (2022)